# The Lost King
The Lost King è un film del 2022 diretto da Stephen Frears.
La pellicola è ispirata al ritrovamento dei resti di Riccardo III a Leicester nel 2012.

## Trama
La storica dilettante Philippa Langley si mette alla ricerca dei resti di Riccardo III, scomparsi da oltre cinque secoli.

## Produzione

### Sviluppo
Nel novembre 2020 è stato annunciato che Stephen Frears avrebbe diretto un film scritto da Steve Coogan e Jeff Pope e basato sul ritrovamento dei resti di Riccardo III. Nel marzo 2021 Sally Hawkins si è unita al cast nel ruolo della protagonista.

### Riprese
Le riprese sono iniziate nell'aprile 2021 e si sono svolte ad Edimburgo, Morningside e Newtongrange.

## Promozione
Il primo trailer del film è stato pubblicato il 18 agosto 2022.

## Distribuzione
La prima di The Lost King è avvenuta il 9 settembre 2022 in occasione del Toronto International Film Festival e il film è stato distribuito nella sale britanniche dal 7 ottobre dello stesso anno. In Italia è stato trasmesso in prima visione su Sky Cinema Due il 6 dicembre 2023.